# FN FNC
FN FNC（Fabrique Nationale Carbine）は、ベルギーのFN社で1976年に完成し、生産されていたアサルトライフル。FN社で開発されたFN CALの改良版でもある。5.56x45mm NATO弾を使用する。

## 開発の経緯
FN社が開発生産していたFALは、50ヶ国におよぶ多数の国々で採用あるいはライセンス生産されるという成功を収めた。
しかし、1960年代にアメリカ軍のAR-15と5.56mm弾の登場をきっかけに小口径ライフルの研究が各国で行われ始めた。これにより、大口径ライフルであるFALのシェアは縮小し始める。ただし、FN社自身も対策として、1966年に5.56mm弾を使用する銃としてCALを開発したが、CAL自身に問題があったこともあり、マーケットでの成功は収めていなかった。そのため、NATO諸国で採用されるだけの性能を持つ新型アサルトライフルとして1976年にFNCが開発された。FNCにはM16で使用されていた.223レミントン弾ではなく、当時ベルギーで新しく開発されたSS109が使用されている。.223レミントン弾より威力に優れるSS109は新NATO弾として1980年にNATO諸国で標準化され、SS109の開発は他国での採用が数か国でとどまったFNCが唯一成功した点といえるだろう。
機関部はFALよりもAK-47に酷似しており作動方式はロングストロークピストン式で、閉鎖機構はロータリーボルト式を採用している。コッキングハンドルもAK-47同様にボルトに固定されており、射撃にともなって前後に移動する。アッパーレシーバーには可動式のダストカバーが標準装備されており、コッキングハンドルが通るすき間をふさぐことで、機関部への異物侵入を防止している。アッパーレシーバーはスチール板のプレス加工、ロアレシーバーはアルミニウム合金の削り出しで製作されている。フルオートと共に3点バースト機能がある。銃床は折り畳み式が標準であるが固定ストックを採用したモデルもある。弾倉はFN社オリジナルだがM16の弾倉と互換性があり、FNCの弾倉はそのままM16に使用することが可能となっている。ただしFNCと同用弾倉にはボルトのホールドオープン機能が無いため、FNCの弾倉をM16で使うとホールドオープン機能を作動させることができない。
ガスチューブの後端にはノブが設けられ、ここに指をかけてガスチューブ全体を回転させることで、ガスピストンへ導かれる発射薬の燃焼ガス圧力を調節できる。また、ガスチューブの先端に位置するレバーを引き起こすとガスバルブが遮断され、発射薬の燃焼ガスがガスチューブに流入しなくなる。この機能は、ライフルグレネードを発射する際に用いられ、引き起こされたガスバルブレバーはライフルグレネード用の後部照準器も兼ねている。ライフルグレネードの先端を照星、起こしたガスバルブレバーに切られたノッチを照門として狙いをつけることができる。
現在、FN社は1990年代にコルト社からAR-15系統の生産権を獲得し、新小銃であるSCARの生産もしているため、FNCの販売は行っていない。

## バリエーション
幾度かモデルチェンジが行われており、FALのパーツ（ピストルグリップと固定ストック）を使用したM2と、改良型のM3が存在する。
あまり多くバリエーションは用意されておらず、空挺部隊での運用を考慮して銃身を短くしたカービンモデルに該当するFNC-Para、取り回し易さを犠牲に安定性の高い固定ストックを装備したモデル、警察向けのセミオート限定モデル程度しか用意されていない。
インドネシア軍では少数のFNCが導入された後、FNCのライセンス生産型であるPindad SS1-V1に置き換えられている。さらに、改良型であるPindad SS2がPindad SS1の後継として開発された。SS2はボルトストップの追加、可動式ダストカバーの省略、ハンドガードの形状変更、銃身の延長などを行っている。

## 使用国

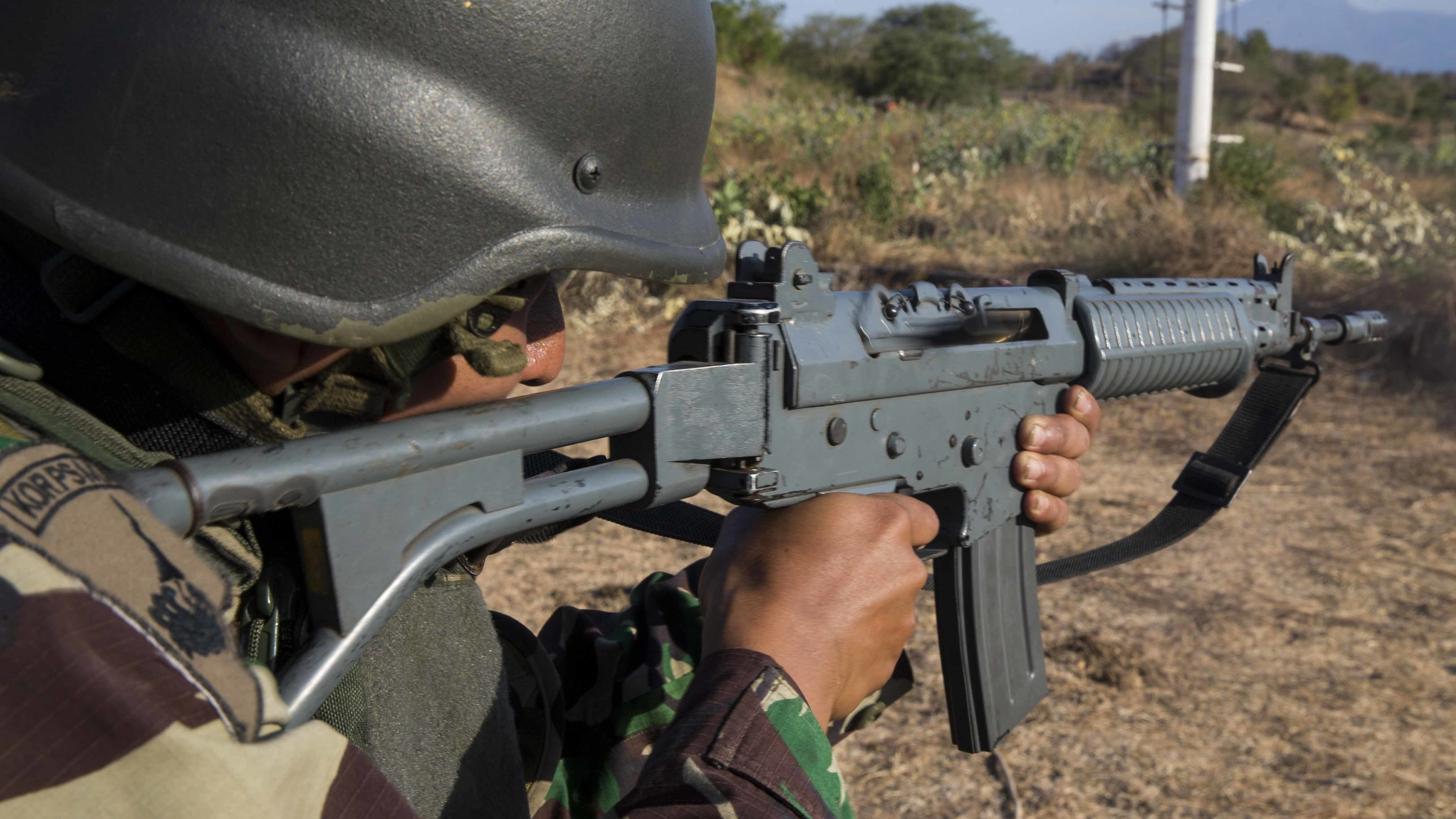
Pindad SS1を装備したインドネシア海兵隊員

FNCは、FN社が期待をかけて市場に投入した製品であったが、いざ販売を始めてみるとFALに比べれば制式採用する国は少なかった。制式採用されたのはベルギー軍、インドネシア軍、スウェーデン軍を含む数ヶ国と、他の例としてイタリア軍警察に一部が導入された程度で、ある程度の生産設備を必要とするアルミ合金を使用するために高価な銃になったことが足を引っ張り、アサルトライフルとしては第一級の性能を持ちながらも、同年代のガリルの方が制式採用国が多いと言う不遇の銃となってしまった。
- ベルギー
- グアテマラ
- インドネシア - ライセンス生産されたPindad SS1と、同銃から派生したSS-2を採用している。
- イタリア
- カンボジア
- レバノン
- ラトビア
- モロッコ
- ナイジェリア
- ニカラグア
- スウェーデン - ライセンス生産されたAk 5を採用している。
- トンガ
- ベネズエラ
- ベトナム
- ウクライナ - ベルギーがウクライナに供与、ウクライナ領土防衛部隊外国人軍団の兵士が使用[要出典]。

## 登場作品

### 映画・テレビドラマ
『エグゼクティブ・デシジョン』
旅客機「オーシャニック航空343便」を乗っ取ったテロリストの一部が使用。
『ヒート』
アル・パチーノ扮するヴィンセント・ハナ警部補が、セミオートマチックのみの警察向けモデルを銀行強盗後の市街地での銃撃戦で使用。

### 漫画・アニメ
『うぽって!!』
主人公、ふんこが本銃を使用（ふんこ自身がFNCの擬人化キャラでもある）。
『ヨルムンガンド』
ヨナがストックにテープを巻きつけたパラモデルを使用する。

### 小説
『ヤングガン・カルナバル』
「銃と恋人といま生きている実感」で鉄美弓華が使用する。鉄美弓華は他にFN Five-seveNやFN P90などのFN社の銃を使用している。

### ゲーム
『Alliance of Valiant Arms』
ゲーム内兵科「ライフルマン」のメイン武器として登場。
『メタルギアソリッドV』
「グラウンド・ゼロ」のメインミッションおよびエンディングにてビッグ・ボスが使用（本銃を基にデザインしたと思われる架空銃である）。
『レインボーシックス ベガス 2』
プレイヤー装備として登場。あまり性能は高くない。
『ドールズフロントライン』
★3のAR [FF FNC]が使用｡擬人化キャラクター
『千銃士』
「エフ」の名で登場。擬人化キャラクター